# Strzępotek glicerion
Strzępotek glicerion (Coenonympha glycerion) – motyl dzienny z rodziny rusałkowatych (Nymphalidae).

## Cechy
Skrzydła o rozpiętości 32–36 mm. Dymorfizm płciowy widoczny; wierzch obu par skrzydeł samców brunatny, u samic przednie skrzydła są jaśniejsze żółtobrązowe. Na spodzie tylnego skrzydła występuje pomarańczowe obrzeżenie.

## Biologia i ekologia
Stadium zimującym są gąsienice. Żerują na różnych gatunkach traw, między innymi trzęślicach (Molinia) i kostrzewach (Festuca). Owady dorosłe pojawiają się w jednym pokoleniu, od połowy czerwca do początku sierpnia. Preferuje wyższą roślinność, siedliskiem są środowiska trawiaste z udziałem drzew i krzewów.  

## Rozmieszczenie geograficzne
Gatunek Eurosyberyjski; występuje w całej Polsce.